# Goeracea oregona
Goeracea oregona är en nattsländeart som beskrevs av Donald G. Denning 1968. Goeracea oregona ingår i släktet Goeracea och familjen grusrörsnattsländor. Inga underarter finns listade i Catalogue of Life.